# Irina Nikolajewna Jegorowa
Irina Nikolajewna Jegorowa (russisch Ирина Николаевна Егорова, geborene Kudrina; * 8. April 1940 in Iwanowo) ist eine ehemalige sowjetische Eisschnellläuferin. Am erfolgreichsten startete sie auf den Kurzstrecken über 500 und 1000 Meter, auf denen sie 1964 zwei olympische Silbermedaillen gewann.

## Werdegang
Jegorowa stammt aus dem zentralrussischen Iwanowo und wuchs in der vom Deutsch-Sowjetischen Krieg geprägten Zeit als jüngstes von mehreren Geschwisterkindern auf. Schon in früher Kindheit stand sie auf Schlittschuhen und verfolgte verschiedene Sportarten in ihrer Freizeit. Ab der neunten Klasse konzentrierte sie sich auf das Eisschnelllauftraining und gewann Titel bei Regionalmeisterschaften sowie bei Juniorenmeisterschaften der UdSSR. Anfang der 1960er-Jahre stieg sie in das sowjetische Nationalteam auf, das mit Athletinnen wie den Weltmeisterinnen Inga Woronina und Walentina Stenina die weltweit führende Position einnahm. Im Januar 1962 unterbot Jegorowa in Medeo den 500-Meter-Weltrekord von Tamara Rylowa um drei Zehntelsekunden. Die Zeit erfuhr jedoch keine offizielle Anerkennung als Weltbestmarke durch die ISU. Bei der Mehrkampf-WM 1963 im japanischen Karuizawa gab Jegorowa ihr Weltmeisterschaftsdebüt und belegte den vierten Platz bei einem von Lidija Skoblikowa angeführten sowjetischen Fünffachsieg. Über 500 Meter lief sie dabei die zweitbeste Zeit hinter Skoblikowa. Bis 1967 gehörte sie fünf Mal in Folge zum WM-Team ihres Landes und platzierte sich durchgängig zwischen der vierten und der siebten Position in der Mehrkampfwertung. 1964 und 1966 war sie die schnellste Sprinterin auf der 500-Meter-Teilstrecke im Rahmen des WM-Mehrkampfs.
Zweimal nahm Jegorowa an Olympischen Winterspielen teil und wurde jeweils über 500 Meter und 1000 Meter eingesetzt. Bei ihrem ersten olympischen Auftritt 1964 in Innsbruck gewann sie auf beiden Kurzdistanzen die Silbermedaille hinter Lidija Skoblikowa. Über 500 Meter stellte sie im ersten Paar des Wettkampfs in 45,4 Sekunden einen zwischenzeitlichen olympischen Rekord auf, der 40 Minuten Bestand hatte, bis Skoblikowa die Zeit um vier Zehntelsekunden unterbot. Bei den Winterspielen 1968 in Grenoble wurde sie Fünfte über 1000 Meter und Neunte über 1500 Meter. Nach 1968 erhielt sie keine Nominierungen mehr für internationale Meisterschaften und beendete nach dem Winter 1970 ihre aktive Karriere.
Bis 1963 studierte Jegorowa am Textilinstitut Iwanowo. 1970 schloss sie ein zweites Studium an der Fakultät für Leibeserziehung am Staatlichen Pädagogischen Institut Iwanowo ab. Während des Studiums heiratete sie ihren Trainer Jewgeni Jegorow, von dem sie sich nach kurzer Zeit scheiden ließ. Auch von ihrem zweiten Ehemann, mit dem sie einen Sohn bekam (* 1971), trennte sie sich. Am Ende ihrer aktiven Laufbahn lebte Jegorowa zwischenzeitlich in Moskau, kehrte aber später in ihren Heimatort Iwanowo – der sie zur Ehrenbürgerin ernannte und zu ihren Ehren Eisschnelllauf-Nachwuchswettkämpfe organisierte – zurück und arbeitete dort bis 2004 als Sportlehrerin. Nach ihren olympischen Erfolgen von 1964 wurde Jegorowa als Verdienter Meister des Sports der UdSSR ausgezeichnet und erhielt die Medaille „Für heldenmütige Arbeit“.

## Statistik

### Olympische Winterspiele

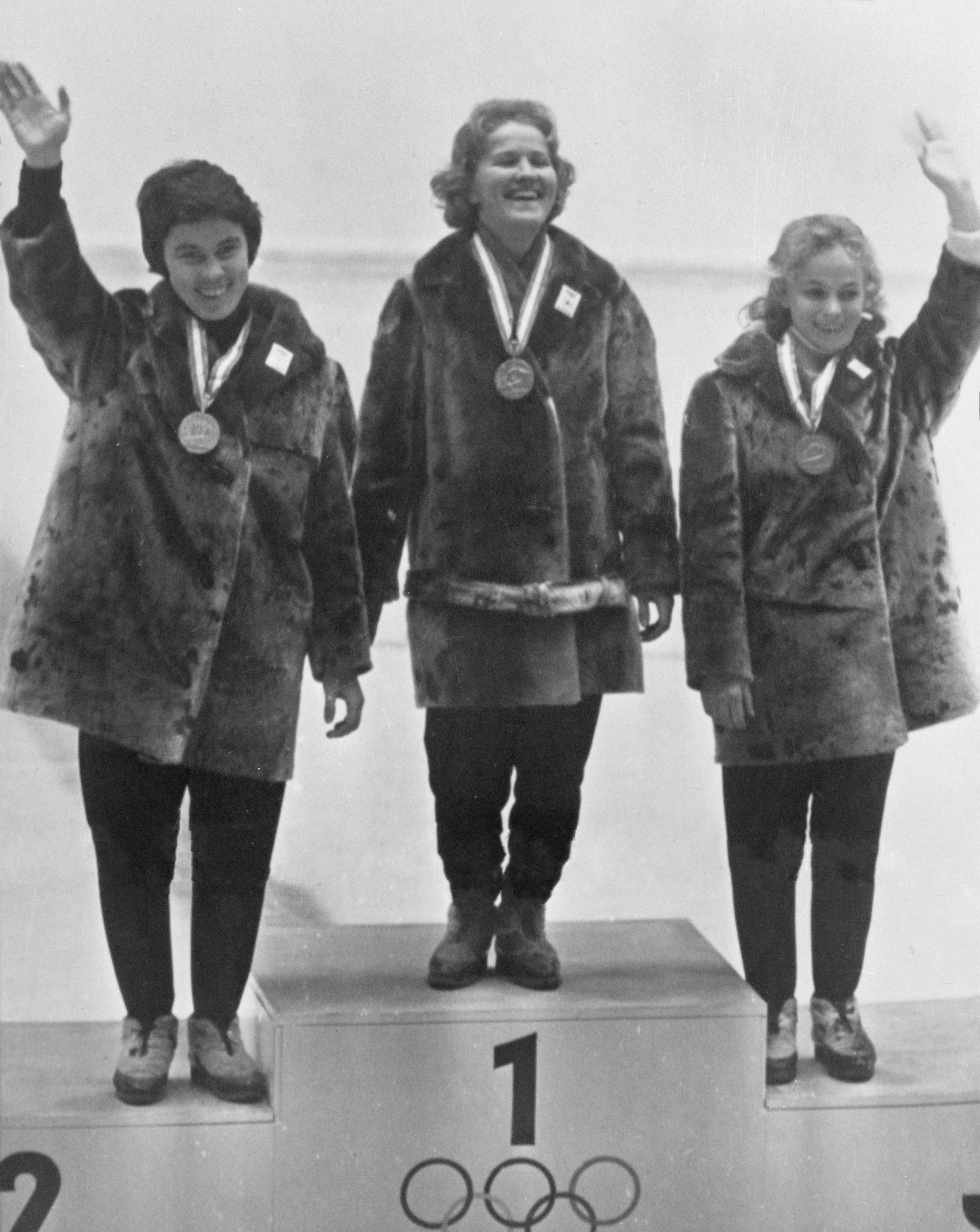
Jegorowa (links) neben Lidija Skoblikowa und Kaija Mustonen bei der 1000-Meter-Siegerehrung der Olympischen Winterspiele 1968

Irina Jegorowa war 1964 und 1968 Teil des sowjetischen Olympiaaufgebots. Sie nahm an vier Wettkämpfen teil, in denen sie zwei Silbermedaillen gewann.
| Olympische Winterspiele | Olympische Winterspiele | 500 m | 1000 m |
| Jahr                    | Ort                     | 500 m | 1000 m |
| ----------------------- | ----------------------- | ----- | ------ |
| 1964                    | Innsbruck               | 2.    | 2.     |
| 1968                    | Grenoble                | 9.    | 5.     |

### Mehrkampfweltmeisterschaften
Von 1963 bis 1967 nahm Irina Jegorowa an fünf Mehrkampfweltmeisterschaften teil und erreichte dabei als bestes Ergebnis einen vierten Platz. Die folgende Tabelle zeigt ihre Zeiten – und in Klammern jeweils dahinter ihre Platzierungen – auf den vier gelaufenen Einzelstrecken sowie die sich daraus errechnende Gesamtpunktzahl nach dem Samalog und die Endplatzierung. Die Anordnung der Distanzen entspricht ihrer Reihenfolge im Programm der Mehrkampf-WM zur aktiven Zeit Jegorowas.
| Mehrkampf-WM | Mehrkampf-WM | 500 m (in Sekunden) | 1500 m (in Minuten) | 1000 m (in Minuten) | 3000 m (in Minuten) | Punkte  | Platz |
| Jahr         | Ort          | 500 m (in Sekunden) | 1500 m (in Minuten) | 1000 m (in Minuten) | 3000 m (in Minuten) | Punkte  | Platz |
| 1963         | Karuizawa    | 45,8 (2)            | 2:28,7 0(6)         | 1:35,4 0(6)         | 5:18,6 0(4)         | 196,167 | 4.    |
| 1964         | Kristinehamn | 46,2 (1)            | 2:30,8 0(5)         | 1:38,8 (10)         | 5:26,6 0(9)         | 200,299 | 5.    |
| 1965         | Oulu         | 47,3 (2)            | 2:31,5 (10)         | 1:39,4 0(2)         | 5:39,2 (14)         | 204,033 | 6.    |
| 1966         | Trondheim    | 46,9 (1)            | 2:33,6 0(5)         | 1:37,4 (10)         | 5:19,2 0(7)         | 200,000 | 4.    |
| 1967         | Deventer     | 46,1 (2)            | 2:29,7 (11)         | 1:38,3 0(4)         | 5:40,7 (12)         | 201,933 | 7.    |

### Persönliche Bestzeiten
Zwei ihrer persönlichen Karrierebestzeiten lief Jegorowa in Medeo.
| Distanz | Zeit        | Datum             | Ort    |
| ------- | ----------- | ----------------- | ------ |
| 500 m   | 45,0 s      | 4. Februar 1968   | Davos  |
| 1000 m  | 1:31,24 min | 9. Januar 1970    | Medeo  |
| 1500 m  | 2:24,6 min  | 27. Januar 1962   | Medeo  |
| 3000 m  | 5:10,8 min  | 14. Dezember 1968 | Berlin |